# Cappella Giulia
La Cappella Giulia è il coro incaricato di accompagnare musicalmente le cerimonie celebrate in San Pietro dal Capitolo Vaticano, non presiedute dal Papa (dove invece interviene la Cappella musicale pontificia sistina) e di interpretare in canto gregoriano e polifonico i testi musicali previsti dalla liturgia, al fine di conferire a dette celebrazioni adeguato splendore e solennità.

## Storia
Non ci sono documenti che attestano l'esistenza della Cappella Giulia prima del XVI secolo. Sappiamo con certezza che essa fu riorganizzata da papa Giulio II (da cui il nome) nel 1513, ultimo anno del suo pontificato. Inizialmente operava quotidianamente in San Pietro, sia durante le ore canoniche, sia alle Messe, ai Vespri e - in occasione di alcune ricorrenze - anche in altre chiese di Roma. Durante le processioni solenni o le speciali liturgie di Pasqua e di Natale, la Cappella Giulia e la Cappella Sistina potevano anche assistere insieme, ma intervenendo distintamente.
Tale Cappella ha interrotto la sua attività nel 1980 e fu sostituita temporaneamente da un coro diretto da monsignor Pablo Colino (Magister ad nutum Capituli), per continuare a svolgere le funzioni principali della precedente.
Questo nuovo coro venne chiamato "Cappella Musicale della Sacrosanta Patriarcale Basilica Vaticana" e, a differenza della precedente Cappella, le voci bianche dei Pueri Cantores vennero sostituite dalle voci femminili, che intervenivano nelle festività maggiori (Pasqua, Natale e santi Pietro e Paolo).
Nel 2006, il Capitolo Vaticano ha affrontato una riorganizzazione delle attività musicali della basilica, deliberando, nel maggio 2008, il ripristino della  Cappella Giulia.

### La Cappella Giulia nel 1577
Magister Cantorum: Giovanni Pierluigi da Palestrina
Magister Capellae: Guidobaldo Manzo
Organista: Marco Houterman
Magister grammaticae: Dionisio Malatesta
- Bassus

Francesco Brino, senensis
Tarquino Malfi
Annibale Pietrasanta
- Tenor

Giovanni Battista Jacobelli
Alessandro Pettorini, romano
Pietro Passaggi
Giovanni Tommaso Lambertini, bolognese
- Altus

Don Pietro Ferreri, da Signia
Tommaso Benigni
Annibale Giovannini
Nicolò Fiamengo
- Cantus

Jacobo Latebre
Fabrizio Ardini
Onofrio Gualfreducci
Michele Vannj
Benedetto da Tivoli
Felice Anerio (1560 - 1614) - Soprano dal 1575 al 1577 - Altus dal 1577 al 1579; percepiva uno stipendio di 4 Scudi mensili
I Pueri percepivano 2,5 - 3 Scudi mensili
I Cantores adulti percepivano 7 Scudi mensili
Il "magister grammaticae" percepiva un salario mensile di 2 Scudi
Il "magister capellae" (prefetto-amministratore) percepiva 6 Scudi mensili
Il "magister cantorum" (Palestrina) percepiva inizialmente 8,33 scudi, fino ad arrivare a 15 Scudi
La cappella Giulia costava all'amministrazione papale circa 820 Scudi all'anno
L'organico standard era di: 4 bassi, 4 tenori, 4 alti (12), 6 soprani pueri cantores
Totale:
18 elementi per la polifonia a doppio coro (2B, 2T, 2A, 3S + 2B, 2T, 2A, 3S) per le festività importanti
9 elementi - turni giornalieri - per le composizioni a 4 voci (2B, 2T, 2A, 3S)
più 6 cappellani (per il gregoriano).

## Prefetto della musica
Fin dalle sue origini, la Cappella Giulia ebbe come massima autorità istituzionale e amministrativa il prefetto della musica, figura chiamata in latino inizialmente magister cappellae, poi administrator (o procurator), poi praefectus cappellae e infine praefectus musicae. Il ruolo di prefetto è sempre ricoperto da uno dei canonici del Capitolo della basilica e le sue mansioni comprendono la cura degli aspetti economici della gestione del coro, la rappresentanza in seno al Capitolo stesso delle esigenze del personale musicale e la scelta, in collaborazione con il maestro di cappella, dei repertori musicali per le cerimonie più importanti che si tengono nella basilica.
Al momento dell'istituzione della Cappella la carica fu assegnata in modo perpetuo direttamente da papa Giulio II al vescovo Bartolomeo Farrattini, per poi passare per successione ereditaria al nipote Baldo Farrattini. Questa trasmissibilità della carica e la sua perpetuità, tuttavia, suscitarono le proteste da parte dei canonici vaticani, i quali ritenevano che la nomina del prefetto, analogamente a tutte le altre cariche interne al Capitolo, dovesse spettare ai membri del Capitolo stesso. Queste istanze furono accolte da papa Paolo III e a partire dal 1535 sarà sempre uno dei canonici, designato per apposita votazione capitolare, a ricoprire l'incarico. Fino alla fine del XVII secolo, la nomina a prefetto della musica, così come per tutti gli altri officiales canonicali, aveva solitamente durata annuale, mentre a partire dal XVIII secolo, l'incarico assunse sempre più spesso durata biennale. Non c'era tuttavia un limite al numero di mandati e i prefetti potevano essere quindi confermati o rieletti per quante volte si desiderasse; solo nel 1938 si stabilì un limite massimo di quattro conferme.

### Cronologia dei prefetti della musica
- Bartolomeo Farratini (1513 - 1532)
- Baldo Farrattini (1532 - 1535)
- Giovanni Battista Mellini (1536)
- Girolamo Boccadoro (1537)
- Corrado Grassi (1538)
- Alessandro Rufini e Girolamo Boccadoro (1539 - 1540)
- Girolamo Boccadoro (1540 - 1541)
- Alessandro Guidaccioni (1542 - 1543)
- Cristoforo Cenci (1544)
- Francesco de’ Avantaggi (1545)
- Giovanni Battista Conti (1546)
- Girolamo Maccabei (1547 - 1548)
- Giovanni Alberini (1549)
- Alessandro Rufini (1550)
- Giovanni Domenico Leonini (1551)
- Bartolomeo Capranica (1552)
- Ottaviano Cittadini (1553)
- Cristoforo Cenci (1554)
- Giovanni Antonio Caffarelli (1555)
- Muzio de’ Fabi (1556 - 1557)
- Giovanni Battista de’ Cavalieri - Fabrizio Mellini (1558 - 1559)
- Filippo Coccovagini - Paolo Palelli (1560)
- Bartolomeo Capranica - Filippo Magnaschi (1561)
- Tiberio Capodiferro (1562)
- Angelo Gabrielli (1563)
- Giovanni Battista Gallesi (1564)
- Muzio de’ Fabi (1565)
- Tiberio Capodiferro (1566)
- Gaspare Cenci (1567 - 1568)
- Teodosio Fiorenzi (1569)
- Paolo Capranica - Tiberio Capodiferro (1570)
- Paolo Capranica - Alessandro Casale (1571)
- Arnolfo Rinalducci (1572)
- Filippo Magnaschi (1573)
- Paolo Ghiselli (1574)
- Lodovico Bianchetti (1575 - 1576)
- Paolo Capranica (1577 - 1578)
- Paolo Ghiselli (1578 - 1579)
- Bartolomeo Ferratini (1580)
- Arnolfo Rinalducci (1581 - 1582)
- Paolo Palelli (1583 - 1584)
- Paolo Capranica (1585)
- Antonio Boccapaduli (1586)
- Teodosio Fiorenzi (1587)
- Antonio Boccapaduli (1588)
- Giovanni Antonio Piccioni (1589)
- Camillo Boccadoro (1590)
- Giovanni Moroni (1591)
- Antonio Boccapaduli (1592)
- Marcantonio De Magistris (1593)
- Diego di Campomaggiore (1594)
- Silvius (1595 - 1596) (due mandati)
- Giuliano Maddaleni Capodiferro (1597)
- Marcello Vestri Barbiani (1598)
- Dario Boccarini (1599)
- Evangelista Carbonese (1600)
- Giuliano Capodiferro Maddaleni - Paolo Bizzoni (1601)
- Paolo Bizzoni (1602)
- Tiberio Ricciardelli (1603 - 1604)
- Baldo Ferratino (1605)
- Luigi Cittadini (1606 - 1607)
- Tiberio Ricciardelli (1608 - 1610)
- Tiberio Ricciardelli - Angelo Damasceni (1611)
- Tiberio Ricciardelli (1612 - 16 settembre 1612)
- Angelo Caspi (24 settembre 1612 - 27 dicembre 1612)
- Angelo Damasceni (28 dicembre 1612 - 1613)
- Angelo Damasceni - Luigi Cittadini (1614)
- Luigi Cittadini (1615 - 1520) (cinque mandati)
- Giovanni Battista Zazzera - Prospero Caffarelli (1621 - 1622)
- Prospero Caffarelli (1623)
- Mario Bovio - Giuliano Maddaleni Capodiferro (1624)
- Clemente Bonsi (1625)
- Giovanni Niccolò Tighetti (1626 - 1627)
- Angelo Androsilla (1628)
- Giovanni Niccolò Tighetti (1629 - 1630)
- Mario Bovio (1631)
- Prospero Muti Papazurri - Giuliano Maddaleni Capodiferro (1632)
- Ottavio Tornielli (1633)
- Giovanni Niccolò Tighetti (1634)
- Giovanni Niccolò Tighetti - Cesare Filonardi (1635)
- Prospero Muti Papazurri - Giovanni Maria Roscioli (1636)
- Giovanni Maria Roscioli (1637)
- Prospero Muti Papazurri (1638 - 1639)
- Giovanni Maria Roscioli (1640)
- Marcello Santacroce (1641 - 1642)
- Marcello Santacroce - Simone Paluzzi (1643)
- Luca Olstenio (1644)
- Francesco Albizzi - Giovanni Niccolò Tighetti (1645 - 1646)
- Stefano Vai (1647)
- Ludovico Palagi (1648 - 1649)
- Onofrio Ippoliti (1650)
- Onofrio Ippoliti - Ludovico Palagi (1651)
- Onofrio Ippoliti (1652)
- Francesco Filicaia (1653)
- Thomas Somerset (1654)
- Michelangelo Mattei (1655 - 1657) (due mandati)
- Bernardino Casali (1658)
- Michelangelo Mattei (1659 - 1660)
- Michelangelo Mattei - Onofrio Ippoliti (1661)
- Onofrio Ippoliti - Michelangelo Mattei (1662)
- Michelangelo Mattei (1663)
- Michelangelo Mattei - Carlo Mignanelli (1664)
- Carlo Mignanelli (1665)
- Francesco Nerli (1666)
- Bernardino Casali (1667)
- Carlo Mignanelli (1668)
- Michelangelo Mattei (1669)
- Giovanni Andrea Ricci (1170)
- Michelangelo Mattei (1671 - 1673)
- Bernardino Casali (1674 - 1675)
- Michelangelo Mattei (1676 - 1678)
- Michelangelo Mattei - Michelangelo Zaccaria (1679 - 1680)
- Leonardo Marsili - Carlo Vincenzo Carcarasi - Michelangelo Zaccaria (1681)
- Mario Colonna - Prospero Bottini - Carlo Vincenzo Carcarasi (1682)
- Mario Colonna - Prospero Bottini - Michelangelo Mattei (1683)
- Mario Colonna (1684)
- Bernardino Casali - Carlo Vincenzo Carcarasi (1685)
- Giovanni Francesco Albani (1686)
- Michelangelo Mattei (1687)
- Michelangelo Mattei - Filippo Valentino della Molara - Bernardino Casali (1688)
- Francesco Marini - Michelangelo Mattei (1689)
- Michelangelo Mattei (1690)
- Francesco Marini - Bernardino Casali (1691)
- Bernardino Casali - Mentebona Agostini (1692)
- Mentebona Agostini - Giuseppe Vallemani (1693)
- Mario Del Drago (1694)
- Ranuccio di Marsciano (13 febbraio 1695 - 1696)
- Antonio Simone Baglioni (10 febbraio 1697 - 1699)
- Giovanni Andrea Ricci (14 febbraio 1700 - 19 febbraio 1701)
- Ulisse Giuseppe Gozzadini (20 febbraio 1701 - 25 febbraio 1702)
- Ranuccio di Marsciano (26 febbraio 1702 - 26 marzo 1703)
- Scipione Ricci (27 marzo 1703 - 1706) (due mandati)
- Giuseppe Vallemani (27 marzo 1707 - 1709) (due mandati)
- Alessandro Casali (30 marzo 1710 - 1711)
- Curzio Origo (24 aprile 1712 - 2 ottobre 1712)
- Domenico Rivera (3 ottobre 1712 - 20 maggio 1713)
- Bartolomeo Massei (21 maggio 1713 - 25 aprile 1716)
- Prospero Marefoschi (26 aprile 1716 - 24 maggio 1717)
- Domenico Rivera (25 maggio 1717 - 27 maggio 1718)
  - Bartolomeo Massei (maggio 1717 – 30 gennaio 1718) (sostituto)
- Filippo Maria Cesarini (28 maggio 1718 - 12 luglio 1721)
- Niccolò Forteguerri (13 luglio 1721 - 14 settembre 1726)
- Raniero Felice Simonetti (15 settembre 1726 - 13 settembre 1727)
- Niccolò Forteguerri (14 settembre 1727 - 1728)
- Pietro Francesco Bussi (1729 - 1731) (due mandati)
- Guido Palagi (1731)
- Niccolò Forteguerri (1731)
- Tommaso Cervioni (1º aprile 1731 - 18 aprile 1733)
- Filippo Melchiorre Maggi (19 aprile 1733 - 8 febbraio 1738) (tre mandati)
- Giovanni Francesco Olivieri Abbati (9 febbraio 1738 - 1742) (due mandati)
- Giuseppe Simone Assemani (1743 - 30 gennaio 1745)
- Alessandro Belmonti (31 gennaio 1745 - 2 marzo 1748)
- Benedetto Passionei (3 marzo 1748 - 19 gennaio 1754) (tre mandati)
- Benedetto Veterani (20 gennaio 1754 - 20 marzo 1756)
- Carlo Origo (21 marzo 1756)
- Niccolò Saverio Santamaria (22 marzo 1756- 1757)
- Giovanni Ottavio Manciforte Sperelli (1757 - 1758)
- Giuseppe Varese degli Atti (20 luglio 1760 - 1761)
- Carlo Origo (16 maggio 1762 - 27 settembre 1766) (due mandati)
- Niccolò Saverio Santamaria (28 settembre 1766 - 22 novembre 1766)
- Giuseppe Varese degli Atti (23 novembre 1766 - 28 febbraio 1768)
- Filippo Lancellotti (15 gennaio 1769 - 12 luglio 1777) (quattro mandati)
- Francesco Albizzi il Giovane (13 luglio 1777 - 9 luglio 1791) (sette mandati)
- Tommaso Boschi (10 luglio 1791 - 18 dicembre 1793)
- Alessandro Lante Montefeltro della Rovere (19 dicembre 1793 - 1796) (tre conferme)
  - Repubblica Romana: interruzione dell’attività capitolare (1797-1800)
- Tommaso Boschi (8 febbraio 1801 - 1802)
- Niccolò Periberti (1802 - 1 maggio 1803)
- Niccolò Periberti e Ottavio Boni (8 maggio 1803 - 25 marzo 1805)
- Marcantonio Olgiati (26 marzo 1805 - 1806)
  - Conquiste napoleoniche: molti canonici abbandonarono Roma (1807-1808)
- Giovanni Francesco Guerrieri (5 febbraio 1809 - 16 giugno 1810)
- Giovanni Servazio Ricci (17 giugno 1810 - 1811)
  - Quasi totale assenza di canonici in Basilica (1811-1814)
- Tommaso Boschi (16 aprile 1815 - 6 aprile 1816)
- Angelo Costaguti (7 aprile 1816 - 30 agosto 1817)
- Giovanni Francesco Guerrieri (31 agosto 1817 - 21 settembre 1817)
- Angelo Costaguti (21 settembre 1817 - 24 gennaio 1818)
- Castruccio Castracane degli Antelminelli (25 gennaio 1818 - 1820)
- Raffaele Mazio (1820 - 12 gennaio 1822)
- Castruccio Castracane degli Antelminelli (13 gennaio 1822 - 14 giugno 1823)
- Antonio Cioia (15 giugno 1823 - 23 gennaio 1830) (quattro mandati)
- Antonio Matteucci (24 gennaio 1830 - 16 gennaio 1836) (tre mandati)
- Giovanni Serafini (17 gennaio 1836 - 12 febbraio 1840)
- Sisto Riario Sforza (13 febbraio 1840 - 1845)
- Gabriele Laureani (1846 - 1847)
- Antonio Matteucci (9 gennaio 1848 - 16 gennaio 1848)
- Bartolomeo Pacca (16 gennaio 1848 - 2 febbraio 1850)
- Antonio Matteucci (3 febbraio 1850 - 12 marzo 1853)
  - Domenico Giraud (12 marzo 1853 - 28 gennaio 1854) (proprefetto)
- Domenico Giraud (29 gennaio 1854 – gennaio 1864 (cinque mandati)
- Bartolomeo Pacca (gennaio 1864 - 27 gennaio 1866)
- Achille Apolloni (28 gennaio 1866 - 19 marzo 1867)
- Augusto Theodoli (23 giugno 1867 - 22 gennaio 1870)
- Luigi Naselli (23 gennaio 1870 - 20 gennaio 1874) (due mandati)
- Francesco Ricci Paracciani (21 gennaio 1874 - 11 febbraio 1874)
- Giovanni Battista Casali del Drago (12 febbraio 1874 - 1875)
- Francesco Folicaldi (1875 - luglio 1877)
- Giovanni Battista Casali del Drago (luglio 1877 - 26 febbraio 1878)
- Francesco Folicaldi (27 febbraio 1878 - 26 gennaio 1880)
- Antonio Filippani (27 gennaio 1880 - 1883)
- Giulio Lenti (gennaio 1884)
- Antonio Filippani (27 gennaio 1884 - 16 febbraio 1884)
- Francesco Vinciguerra (17 febbraio 1884 - 30 gennaio 1886)
- Agapito Panici (31 gennaio 1886 - 14 febbraio 1886)
- Giulio Lenti (14 febbraio 1886 - 21 febbraio 1888)
- Carlo Nocella (22 febbraio 1888 - 15 febbraio 1890)
- Giulio Lenti (16 febbraio 1890 - 23 agosto 1890)
- Gaetano Bisleti (24 agosto 1890 - 12 settembre 1891)
- Giulio Lenti (13 settembre 1891 - 30 gennaio 1892)
- Gaetano Bisleti (31 gennaio 1892 - 30 gennaio 1904) (sei mandati)
- Giacomo Radini-Tedeschi (31 gennaio 1904 - 22 gennaio 1905)
  - Paolo Leva 23 gennaio 1905 - 4 febbraio 1905 (proprefetto)
- Paolo Leva (5 febbraio 1905 - 26 gennaio 1918) (sette mandati)
- Mariano Ugolini (27 gennaio 1918 - 14 gennaio 1922) (due mandati)
- Beniamino Nardone (14 gennaio 1922 - 3 marzo 1928) (tre mandati)
- Alessandro Bernabai (4 marzo 1928)
- Beniamino Nardone (4 marzo 1928 - 25 gennaio 1936)
- Guido Anichini (26 gennaio 1936 - 25 marzo 1944) (quattro mandati)
- Léon Gromier (26 marzo 1944 - 8 febbraio 1948) (due mandati)
- Guido Anichini (9 febbraio 1948 - 20 febbraio 1954) (tre mandati)
- Beniamino Nardone (21 febbraio 1954 - 1956)
- Johannes Hendrik Olav Smit (1956 - 22 febbraio 1958)
- Pedro Altabella Gracia (23 febbraio 1958 - settembre 1962) (due mandati)
- Emilio Rufini (settembre 1962 - 27 novembre 1971) (cinque mandati)
- Virgilio Caselli (28 novembre 1971 - 7 febbraio 1976) (tre mandati)
- Emilio Rufini (8 febbraio 1976 - 5 luglio 1980) (due mandati)*
  - Periodo di soppressione della Cappella Giulia e inizio di attività della «Cappella Musicale della Basilica di San Pietro» (1º gennaio 1980 - 6 febbraio 2006)
- Custódio Alvim Pereira (6 luglio 1980 - 12 novembre 1983)*
- Ennio Francia (13 novembre 1983 - 1985)*
- Giovanni Sessolo (1986 - 1987)*
- Vittorio Ottaviani (1988 - 1989)*
- Tarcisio Cola (30 gennaio 2002 - 31 dicembre 2011)*
- Pablo Colino (1º gennaio 2012 - 31 dicembre 2014)
- Tarcisio Cola (dal 1º gennaio 2015)

## Maestro di cappella
Il maestro di cappella è il direttore artistico e musicale del coro, motivo per cui il ruolo è solitamente ricoperto da un musicista professionista esperto. Tra i Magistri Cantorum più illustri compaiono nomi quali Giovanni Pierluigi da Palestrina (dal 1551 al 1554 e dal 1571 al 1594), Giovanni Animuccia, Francesco Soriano, Orazio Benevoli, Domenico Scarlatti, Niccolò Jommelli, Salvatore Meluzzi e Nicola Antonio Zingarelli. Il più recente direttore della Cappella Giulia è stato il maestro Armando Renzi. Dal 1980 al 2006 mons. Pablo Colino organizza e dirige la Cappella Musicale della Basilica Vaticana. Nel 2006 viene eletto come Magister il romano Claudio Dall'Albero.
Il 3 aprile 2008 il rev. p. Pierre Paul (O.M.V.) è nominato "Magister ad nutum Capituli". 
Nel dicembre 2015 viene nominato p. Jafet Ramon Ortega Trillo (O.S.A.).
Il 27 dicembre 2023 vengono nominati i maestri: Temistocle Capone e Fabio Avolio, i quali inizieranno il loro incarico dal 7 gennaio 2024.

### Cronologia dei maestri di cappella
- Magister Benedictus (1514 - ?)
- Magister Sylvester (1524 - ?)
- Jakob Arcadelt (1539)
- Robin Mallapert (1539 - 1545)
- Joannes Baptista (1545 - 1546)
- Domenico Ferrabosco (1546- 1547)
- François Roussel (1548 - 1550)
- Giovanni Pierluigi da Palestrina (1551 - 1554)
- Giovanni Animuccia (1555 - 1571)
- Giovanni Pierluigi da Palestrina (1571 - 1594)
- Ruggiero Giovannelli (1594 - 1599)
- Stefano Fabri (1599 - 1601)
- Asprilio Pacelli (1602)
- Francesco Soriano (1603 - 1620)
- Vincenzo Ugolini (1620 - 1626)
- Paolo Agostini (1626 - 1629)
- Virgilio Mazzocchi (1629 - 1646)
- Orazio Benevoli (1646 - 1672)
- Ercole Bernabei (1672 - 1674)
- Antonio Masini (1674 - 1678)
- Francesco Berretta (1678 - 1694)
- Paolo Lorenzani (1694 - 1713)
- Tommaso Bai (1713 - 1714)
- Domenico Scarlatti (1715 - 1719)
- Giuseppe Ottavio Pitoni (1719 - 1743)
- Pietro Paolo Bencini (1743 - 1755)
  - Niccolò Jommelli (coadiutore, 1749 - 1754)
- Giovanni Battista Costanzi (1754 - 1778)
- Antonio Boroni (1778 - 1792)
- Pietro Alessandro Guglielmi (1793 - 1804)
- Nicola Antonio Zingarelli (1804 - 1811)
- Giuseppe Jannacconi (1811 - 1816)
- Valentino Fioravanti (1816 - 1837)
- Francesco Basili (1837 - 1850)
- Pietro Raimondi (1852 - 1853)
- Salvatore Meluzzi (1854 - 1897)
- Andrea Meluzzi (1897 - 1905)
- Ernesto Boezi (1905 - 1946)
- Armando Antonelli (1946 - 1960)
- Armando Renzi (1960 - 1979)
- Pablo Colino (1980 - 2006) **nota 1**
- Claudio Dall'Albero (2006 - 2007) **nota 1**
- Pierre Paul, O.M.V. (2007 - 2015) **nota 2**
- Jafet Ramon Ortega Trillo (2015 - 2024) **nota 2**
- Temistocle Capone (2024 - ) **nota 2**
  - Fabio Avolio (coadiutore, 2024 - )

nota 1= Maestro della Cappella Musicale della Basilica Vaticana "ad nutum Capituli"
nota 2= dal 2008, Maestro della Cappella Giulia "ad nutum Capituli"